# Жарлы (река, впадает в Саумалколь)
Жарлы (устар. Джарлы, Кара-су) — река в Карагандинской области Казахстана. Относится к бассейну озера Саумалколь.

## География
Река берёт начало на склоне горы Дуактас. Течёт на север. В верхнем течении носит название Актас, в среднем течении — Коктал, в нижнем — Жарлы. Протекает через сёла Акшокы, Жарлы (с. о. Нуркена), Тегисшилдик, Жарлы (Тегисшилдикский с. о.), Калинино, Коктас. Река заканчивается в одном из оросительных каналов восточнее села Новый Путь. Ранее впадала в озеро Саумалколь.
Длина реки составляет 156 км, площадь водосборного бассейна — 5660 км². Среднегодовой расход воды 0,32 м³/с. Питание грунтовое, снеговое и дождевое. Замерзает в ноябре, вскрывается в апреле.